# Dschibutische Fußballnationalmannschaft
Die Fußballnationalmannschaft des afrikanischen Staates Dschibuti ist eine der schwächsten der Welt. Die Fédération Djiboutienne de Football trat 1994 der FIFA bei, daher werden die ersten Spiele zwischen 1947 und 1988 von der FIFA nicht berücksichtigt.
Der Mannschaft ist es bisher noch nicht gelungen sich für eine Fußball-Weltmeisterschaft oder den Afrika-Cup zu qualifizieren. Die Qualifikationsrunde zum Afrika-Cup 2002 war die erste Qualifikation, an der die Mannschaft teilnahm; dort scheiterte sie aber in der ersten Runde an Burundi. Dschibuti nahm erstmals an der Qualifikation für die WM 2010 teil, die zugleich als Qualifikation für die Fußball-Afrikameisterschaft 2010 diente. Die Qualifikation beendete Dschibuti in der 2. Runde mit 2:30 Toren als Gruppenletzter und konnte sich somit auch nicht für die Afrikameisterschaft 2010 qualifizieren. In der Qualifikation für die WM in Brasilien traf Dschibuti zunächst in Hin- und Rückspiel auf Namibia. Beide Spiele gingen mit 0:4 verloren, womit Dschibuti ausschied.

## Turniere

### Weltmeisterschaften
- 1930 bis 1998: – nicht teilgenommen
- 2002: – nicht qualifiziert
- 2006: – nicht teilgenommen
- 2010 bis 2022: – nicht qualifiziert

### Afrikameisterschaften
- 1957 bis 1998 – nicht teilgenommen
- 2000 – nicht teilgenommen
- 2002 – nicht qualifiziert
- 2004 – zurückgezogen
- 2006 – nicht teilgenommen
- 2008 – zurückgezogen
- 2010 – nicht qualifiziert
- 2012 bis 2015 – nicht teilgenommen
- 2017 bis 2025 – nicht qualifiziert

### Afrikanische Nationenmeisterschaften
- 2009: nicht teilgenommen
- 2011: nicht qualifiziert
- 2014: nicht teilgenommen
- 2018: nach einem verlorenen Qualifikationsspiel vor dem Rückspiel zurückgezogen
- 2021: nicht qualifiziert
- 2023: nicht qualifiziert

### Ost-/Mittelafrikameisterschaften
- 1973 bis 1976: – war teil von Frankreich
- 1977 bis 1992: – nicht teilgenommen
- 1994: – Vorrunde
- 1995 bis 1996: – nicht teilgenommen
- 1999 bis 2001: – Vorrunde
- 2002 bis 2004: – nicht teilgenommen
- 2005 bis 2009: – Vorrunde
- 2010 – nicht teilgenommen
- 2011: – Vorrunde
- 2012 bis 2014: – nicht teilgenommen
- 2015: – Vorrunde
- 2016 bis 2017: – nicht teilgenommen
- 2019: – Vorrunde
- 2021: – Vorrunde (als U-23-Meisterschaft)

## Trainer
- Mohamed Bader (1998–2001)
- Ahmed Hussein (2007)
- Mohamed Abar (2008)
- Ahmed Abdelmonem (2008–2010)
- Noureddine Gharsalli (2011–2016)
- Michael Gibson (2016–2017)
- Moussa Ghassoum (2017–2019)
- Julien Mette (2019–2021)
- Mohamed Meraneh Hassan (2021–2022)
- Adbourahman Okie Hadi (seit 2022)